# Newfoundland T'Railway
De Newfoundland T'Railway is een pad en provinciaal park in de Canadese provincie Newfoundland en Labrador. Het bestaat uit een 883 km lang tracé van de voormalige Newfoundland Railway, de in 1988 ontmantelde spoorverbinding die het eiland Newfoundland doorkruiste.
De voormalige spoorwegbedding werd omgevormd tot een recreatief pad dat grotendeels uit grind bestaat. Het langeafstandswandelpad is behalve voor wandelaars ook toegankelijk voor fietsers, ruiters en quad's en in de winter ook voor langlaufers en sneeuwscooteraars.

## Geschiedenis
In 1988 was de Newfoundland Railway definitief ontmanteld, waardoor er een honderden kilometers lang pad doorheen het eiland ontstond. Al snel groeide het idee om hier een recreatieve invulling aan te geven. Daarop werd er overal relatief fijn grind verspreid en werd er betere verharding, zoals asfalt, aangebracht in sommige grote plaatsen.
In 1997 werd het lineaire park officieel erkend door de provincieoverheid als het Newfoundland T'Railway Provincial Park. Het is een woordspeling tussen railway (spoorweg) en trailway (wandelpad).

## Traject
De Newfoundland T'Railway maakt, net als onder meer de East Coast Trail, deel uit van de Trans Canada Trail. Langs het traject bevinden zich verschillende overblijfselen van de spoorweg, zoals meer dan honderd bruggen en enkele voormalige treinstations en zeldzame overgebleven locomotieven of wagons.
Op sommige plaatsen langs het traject gaat de T'Railway via een dijk dwars door een meer, zoals Dennis Pond nabij de westelijke terminus.

### Plaatsen
De T'Railway passeert een groot aantal plaatsen. Bij de voornaamste plaatsen en toponiemen horen, van oost naar west: St. John's, Donovans, Paradise, Topsail, Manuels, Holyrood, Avondale, Mahers, Whitbourne, Placentia Junction, Arnold's Cove, Goobies, Clarenville, Thorburn Lake, Port Blandford, Muddy Brook, Terra Nova, Maccles Lake, Alexander Bay Junction, Gambo, Butt's Pond, Benton, Gander, Glenwood, Notre Dame Junction, Norris Arm, Bishop's Falls, Grand Falls-Windsor, Badger, Millertown Junction, Quarry, Gaff Topsail, Kitty's Brook, Howley, Main Dam, Deer Lake, St. Judes, Little Harbour, Pynn's Brook, Pasadena, Corner Brook, Curling, Spruce Brook, Gallants, Black Duck, Stephenville Crossing, St. George's, Fischell's Brook, Robinsons, St. Fintan's, Codroy Pond, South Branch, Benoits Siding, Doyles, Tompkins, St. Andrew's, McDougall's Gulch, Wreckhouse, Red Rocks, Cape Ray, Osmond, Dennis Hill, Grand Bay East en Port aux Basques.